# Victoria (Santa Lucía)
Victoria es una localidad de Santa Lucía, que forma parte del distrito de Choiseul.